# Dorzolamide
Dorzolamide, được bán dưới tên Trusopt và các nhãn hiệu khác, là thuốc dùng để điều trị áp lực cao bên trong mắt bao gồm cả bệnh tăng nhãn áp. Nó được sử dụng như một thuốc nhỏ giọt mắt. Hiệu ứng bắt đầu trong vòng ba giờ và kéo dài ít nhất tám giờ. Nó cũng có sẵn như là thuốc kết hợp dorzolamide/timolol.
Các tác dụng phụ thường gặp bao gồm khó chịu ở mắt, đỏ mắt, thay đổi vị giác và mờ mắt. Tác dụng phụ nghiêm trọng bao gồm hội chứng Steven Johnson. Những người dị ứng với sulfonamide có thể bị dị ứng với dorzolamide. Sử dụng không được khuyến cáo trong thai kỳ hoặc cho con bú. Nó là một chất ức chế carbonic anhydrase  và hoạt động bằng cách giảm việc sản xuất thủy dịch.
Dorzolamide đã được chấp thuận cho sử dụng y tế tại Hoa Kỳ vào năm 1994. Nó là có sẵn như là một loại thuốc gốc. Một chai 5 ml ở Vương quốc Anh có giá NHS dưới 2 £ vào năm 2019. Tại Hoa Kỳ, chi phí bán buôn của lượng thuốc này là khoảng 7,10 USD. Năm 2016, đây là loại thuốc được kê đơn nhiều thứ 271 tại Hoa Kỳ với hơn một triệu đơn thuốc.

## Sử dụng trong y tế
Dorzolamide hydrochloride được sử dụng để giảm áp lực nội nhãn quá mức trong bệnh tăng nhãn áp góc mở và tăng huyết áp mắt.

## Tác dụng phụ
Đau nhói ở mắt, nóng rát, ngứa và có vị đắng. Nó gây ra tình trạng nông của khoang trước và dẫn đến cận thị thoáng qua.